# 華萊士·蘇薩
華萊士·蘇薩（Wallace Souza，1958年8月12日—2010年7月27日），巴西政治家及電視節目主持。他在2009年10月被開除前是亞馬遜州立會議會的成員，還是罪案調查節目《Canal Livre》的主持人。2009年，為刺激節目的收視，他聘用黑幫殺害多人後將這些案件充當節目播放。

## 生平

### 早年
蘇薩出生於亞馬遜州瑪瑙斯，後於聖路易斯-貢薩加商業學院和巴西利烏馬查度國立學院取得學位 He was married with four children.。同時，他還在尼東林斯大學的人類行為研究中心學習過。1979年，他成為警察，卻因詐騙退休金和偷取汽油而在1987年遭到解聘。據報導，他已婚並育有四名子女。

### 從政和主持生涯
蘇薩於1998年首度當選為自由黨黨員。及後，他出任社會基督黨黨魁。2000年，當選為亞馬遜州立會議會議員，並於兩年後成功連任。2009年，他因殺人而被議會免職 。除從政以外，蘇薩還同時從事廣播工作。他在1989年起開始主持電視節目《Canal Livre》，該節目以揭發罪案和社會的不公義為忠旨，配以警隊逮捕兇徒的鏡頭，令節目長期成為巴西的收視大熱。其中，節目又在瑪瑙斯最受歡迎。

### 犯罪和自首
蘇薩和他的節目在2009年忽然引起全球關注，蓋因他被發現買兇殺害5人以求提高節目的收視率。而事實上，他每次均是最早到達兇案現場並能取得死者的遇害畫面已令人引起懷疑。有前警員甚至指他直接參與其中一宗兇殺案。此外，他的兒子也因殺人、毒品交易和非法藏有槍械而鋃鐺入獄。2009年10月，巴西警方正式檢控蘇薩謀殺、進行毒品交易、干擾證人、非法攜帶武器和組織非法組織。他否認所有控罪並決定潛逃。為此，控方派出60名民警和聯邦警察對他進行逮捕。此外，為防他逃離瑪瑙斯，警察又於馬路設立路障。同年10月9日，蘇薩到警局自首。不久後，其兄長兼副市長卡洛士·蘇薩要求獄方安排獨立牢房，以免其弟遭到煩擾。兩個月後，節目的前製作人華沙·利馬也被逮捕。

### 離世
蘇薩患有布查氏綜合症，他於2010年3月起入住聖保羅的一家醫院接受治療。同年7月27日，他因心肌梗塞去世。

## 資料來源
1. ↑  . RTÉ News and Current Affairs. 2009-08-12  [2009-08-12]. （原始内容存档于2016-03-14）.
2. 1 2 3  . Assembléia Legislativa do Estado do Amazonas.   [2009-08-12]. （原始内容存档于2005-02-17） （葡萄牙语）.
3. ↑  . NOS. 2009-08-12  [2009-08-12]. （原始内容存档于2011-09-30）.
4. ↑  Duffy, Gary. . BBC News. 2009-10-07  [2009-10-07]. （原始内容存档于2018-06-16）.
5. 1 2  . NEWS.com.au. 2009-08-06  [2009-08-12]. （原始内容存档于2009-08-09）.
6. 1 2 3  Phillips, Dom. . London: Times Online. 2009-08-12  [2009-08-12]. （原始内容存档于2019-06-15）.
7. ↑  . Sky News. 2009-08-12  [2009-08-12]. （原始内容存档于2019-12-16）.
8. ↑  . portalamazonia.com. 2009-10-06  [2009-10-07]. （原始内容存档于2013-01-24） （葡萄牙语）.
9. ↑  Hennigan, Tom. . The Irish Times. 2009-10-08  [2009-10-09]. （原始内容存档于2012-10-18）.
10. ↑  . The Dallas Morning News. 2009-10-10  [2009-10-12]. （原始内容存档于2009-10-12）.
11. ↑  . O Estado de S. Paulo. 2009-10-06  [2009-10-07]. （原始内容存档于2012-03-30） （葡萄牙语）.
12. ↑  . Portal Amazônia. 2009-12-10  [2009-12-13]. （原始内容存档于2018-06-16） （葡萄牙语）.
13. ↑  . BBC News. 2010-07-28  [2010-07-28]. （原始内容存档于2020-11-11）.
14. ↑  . The Associated Press. 2010-07-28  [2010-07-28]. （原始内容存档于2010-07-28）.